# Țiriac Open 2024
Țiriac Open 2024 byl tenisový turnaj na mužském profesionálním okruhu ATP Tour, hraný v Năstase & Marica Sports Clubu. Dvacátý pátý ročník Romanian Open probíhal mezi 15. a 21. dubnem 2024 v rumunské metropoli Bukurešti na antukových dvorcích. Romanian Open se konal již v letech 1996–2016, než byl na osm let přerušen.
Obnovený turnaj, dotovaný 651 865 eury, patřil do kategorie ATP Tour 250. Nejvýše nasazeným singlistou se stal dvacátý první tenista světa  Francisco Cerúndolo z Argentiny, kterého ve čtvrtfinále vyřadil krajan Mariano Navone. Jako poslední přímý účastník do dvouhry nastoupil francouzský 107. hráč žebříčku Corentin Moutet. V důsledku invaze Ruska na Ukrajinu na konci února 2022 řídící organizace tenisu ATP, WTA a ITF s grandslamy rozhodly, že ruští a běloruští tenisté mohli dále na okruzích startovat, ale do odvolání nikoli pod vlajkami Ruska a Běloruska.
Druhý singlový i antukový titul na okruhu ATP Tour vybojoval 32letý Maďar Márton Fucsovics, který se vrátil do první světové šedesátky. Čtyřhru ovládli Francouzi Sadio Doumbia s Fabienem Reboulem, kteří získali třetí společný titul.

## Rozdělení bodů a finančních odměn

### Rozdělení bodů
| Soutěž  | Soutěž      | vítězové | finalisté | semifinalisté | čtvrtfinalisté | 16 v kole | 32 v kole | Q  | Q2 | Q1 |
| ------- | ----------- | -------- | --------- | ------------- | -------------- | --------- | --------- | -- | -- | -- |
| dvouhra | [ 3 ] [ 8 ] | 250      | 165       | 100           | 50             | 25        | 0         | 13 | 7  | 0  |
| čtyřhra | [ 9 ]       | 250      | 150       | 90            | 45             | 0         | —         | —  | —  | —  |

### Finanční odměny
| Soutěž                                | Soutěž      | vítězové | finalisté | semifinalisté | čtvrtfinalisté | 16 v kole | 32 v kole | Q2      | Q1      |
| ------------------------------------- | ----------- | -------- | --------- | ------------- | -------------- | --------- | --------- | ------- | ------- |
| dvouhra                               | [ 3 ] [ 8 ] | 88 125 € | 51 400 €  | 30 220 €      | 17 510 €       | 10 165 €  | 6 215 €   | 3 105 € | 1 695 € |
| čtyřhra                               | [ 9 ]       | 30 610 € | 16 380 €  | 9 600 €       | 5 370 €        | 3 160 €   | —         | —       | —       |
| částka ve čtyřhrách je uvedena na pár |             |          |           |               |                |           |           |         |         |

## Mužská dvouhra

### Nasazení
| Stát                         | Hráč                | ATP | Nasazení |
| ---------------------------- | ------------------- | --- | -------- |
| Argentina                    | Francisco Cerúndolo | 22. | 1.       |
| Nizozemsko                   | Tallon Griekspoor   | 26. | 2.       |
| USA                          | Sebastian Korda     | 27. | 3.       |
| Chile                        | Alejandro Tabilo    | 45. | 4.       |
| Argentina                    | Mariano Navone      | 51. | 5.       |
| Itálie                       | Lorenzo Sonego      | 57. | 6.       |
| Portugalsko                  | Nuno Borges         | 58. | 7.       |
| Španělsko                    | Pedro Martínez      | 60. | 8.       |
| Žebříček ATP k 8. dubnu 2024 |                     |     |          |

### Jiné formy účasti
Následující hráči obdrželi divokou kartu do hlavní soutěže:
- João Fonseca
- Richard Gasquet
- Denis Shapovalov

Následující hráči postoupili z kvalifikace:
- Radu Albot
- Grégoire Barrère
- Carlos Taberner
- Valentin Vacherot

Následující hráč postoupil z kvalifikace jako šťastný poražený:
- Benjamin Bonzi

### Odhlášení
před zahájením turnaje
- Laslo Djere → nahradil jej  David Goffin
- Richard Gasquet → nahradil jej  Benjamin Bonzi
- Adrian Mannarino → nahradil jej  Corentin Moutet
- Gaël Monfils → nahradil jej  Hugo Gaston

## Mužská čtyřhra

### Nasazení
| Stát                                                                                  | Hráč               | Stát               | Hráč              | ATP | Nasazení |
| ------------------------------------------------------------------------------------- | ------------------ | ------------------ | ----------------- | --- | -------- |
| Spojené království                                                                    | Lloyd Glasspool    | Nizozemsko         | Jean-Julien Rojer | 51. | 1.       |
| Francie                                                                               | Sadio Doumbia      | Francie            | Fabien Reboul     | 64. | 2.       |
| Finsko                                                                                | Harri Heliövaara   | Spojené království | Henry Patten      | 96. | 3.       |
| Kolumbie                                                                              | Nicolás Barrientos | Brazílie           | Rafael Matos      | 96. | 4.       |
| Žebříček ATP k 8. dubnu 2024; číslo je součtem žebříčkového postavení obou členů páru |                    |                    |                   |     |          |

### Jiné formy účasti
Následující páry obdržely divokou kartu do hlavní soutěže:
- Marius Copil /  Bogdan Pavel
- Cezar Crețu /  Filip Cristian Jianu

Následující pár nastoupil z pozice náhradníka:
- Federico Coria /  Mariano Navone

### Odhlášení
před zahájením turnaje
- Julian Cash /  Robert Galloway → nahradili je  Federico Coria /  Mariano Navone
- Adrian Mannarino /  Fabrice Martin → nahradili je  Fabrice Martin /  Denys Molčanov

## Přehled finále

### Mužská dvouhra
- Márton Fucsovics vs.  Mariano Navone, 6–4, 7–5

### Mužská čtyřhra
- Sadio Doumbia /  Fabien Reboul vs.  Harri Heliövaara /  Henry Patten, 6–3, 7–5